# Petrus Jacobus Franciscus Vermeulen
Petrus Jacobus Franciscus Vermeulen, né à Delft le 11 janvier 1847 et mort à Ryswick le 9 octobre 1913, est un homme politique néerlandais.

## Fonctions et mandats
- Membre de la seconde Chambre : 1880-1901
- Membre des États provinciaux de Hollande-Septentrionale : 1904
- Membre de la première Chambre des États généraux : 1904-1913

## Sources
- Fiche biographique, sur parlement.com